# 達夫稜鏡

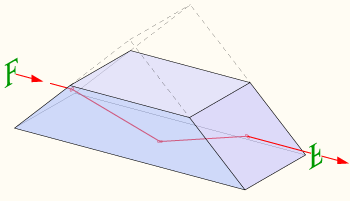
達夫稜鏡

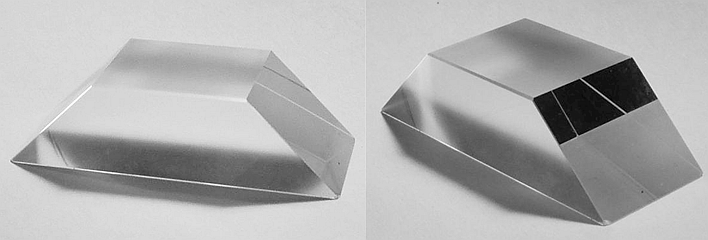

達夫稜鏡，又译道威棱镜（德語：Dove-Prisma），是反射稜鏡的一種，名稱來自發明者達夫，外形像是被削去頂角的直角稜鏡，常用於將影像反轉。光線由其中一個斜面進入之後，會在最長的底面產生全反射，然後由相對的另一個斜面射出。因為僅發生一次全反射，所以影像的旋向性會被改變，因而使得影像被反轉。
達夫稜鏡令人感興趣的是，當稜鏡沿著長軸旋轉時，影像會以兩倍於稜鏡旋轉的角度轉動。這種特性意味者可以用任意的角度轉動光柱，使其成為有用的光束旋轉器，可以應用在干涉測量法、天文學和影像識別的領域。
摩倫諾等人（2003年、2004年）發現光束在通過轉動中的達夫稜鏡後有被偏極化的現象，而達夫稜鏡造成的偏振光有個特性是可以影響到儀表的信號測量。